# Хольмгард

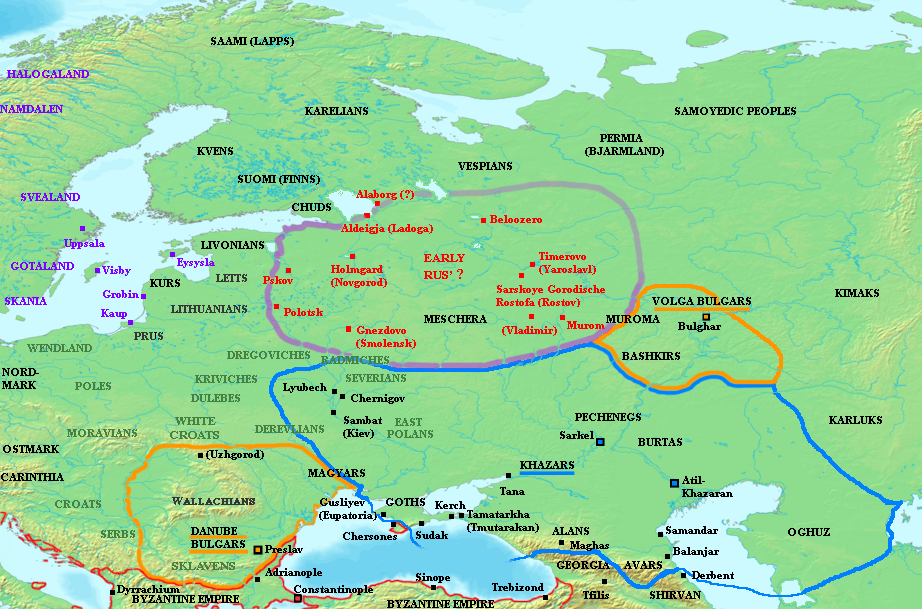
Хольмгард (предполагаемый Новгород) на карте Древней Руси (Гардарики)

Хольмгард (Holmgarðr) — столичный древнерусский город из скандинавской литературы, традиционно ассоциируемый с Новгородом.
Существует несколько версий происхождения названия. В то время как вторая часть (garðr) так или иначе означает населённый пункт, Хольм (Holm) может означать остров из древнескандинавского языка, холм из древнерусского, а также искажённое название озера Ильмень. Островное название может означать город, находящийся как непосредственно на острове, так и в районе с большим количеством островов.
В XVIII веке считалось, что Хольмгард находился на высоком холме в селе Бронница под Новгородом, который упоминают В. Н. Татищев и Григорий Глинка. В начале XX века историк Елена Рыдзевская определила Хольмгард как Новгород, в том числе на основе названия древнего поселения на Славенском конце — Холм. Эту устоявшуюся гипотезу поддерживает в своих трудах Татьяна Джаксон, хотя и считает вероятным соответствие с Хольмгардом не Славена, а Рюрикова городища. Джаксон объясняет и слабые места новгородской гипотезы — отсутствие древнерусских источников о существовании поселения Холм до 1134 года и археологических находок, подтвердивших бы существование укреплённого города в IX — X веках. Эти объяснения отвергает историк Л. В. Войтович, который соотносит с Хольмгардом не Новгород, а Гнёздово под Смоленском, которое Джаксон ассоциирует с Сюрнесом из саг.